# Доннелли, Лиам
Лиам Френсис Пеадар Доннелли (англ. Liam Francis Peadar Donnelly; род. 7 марта 1996, Данганнон) — североирландский футболист, опорный полузащитник клуба «Килмарнок» и сборной Северной Ирландии.

## Клубная карьера
Доннелли — воспитанник клуба «Данганнон Свифтс». 17 декабря 2011 года в матче против «Крусайдерс» он дебютировал в чемпионате Северной Ирландии. В 2012 году Доннели подписал контракт с английским «Фулхэмом», где начал выступать за молодёжные и дублирующие команды. В 2015 году игрок на правах аренды перешёл в «Кроли Таун». 8 августа в матче против «Оксфорд Юнайтед» он дебютировал во Второй лиге Англии. В 2016 году Доннелли подписал контракт с «Хартлпул Юнайтед». 27 августа в матче против «Ньюпорт Каунти» он дебютировал за новую команду. 21 ноября 2017 года в поединке против «Галифакс Таун» Лиам забил свой первый гол за «Хартлпул Юнайтед». 
Летом 2018 года Доннелли перешёл в шотландский «Мотеруэлл». 5 августа в матче против «Хиберниана» он дебютировал в шотландской Премьер-лиге. 18 мая 2019 года в поединке против «Ливингстона» Лиам забил свой первый гол за «Мотеруэлл».
Летом 2022 года Доннелли подписал контракт с клубом «Килмарнок», подписав контракт на 1 год. 30 июля в матче против «Данди Юнайтед» он дебютировал за новую команду. 16 апреля 2023 года в поединке против «Селтика» Лиам забил свой первый гол за «Килмарнок». В том же году игрок продлил контракт с командой на два года.

## Международная карьера
4 июня 2014 года в товарищеском матче против сборной Чили Доннелли дебютировал за сборную Северной Ирландии.